# 碟禮
碟禮（韓語：접례，?—?），全名余碟禮，百济第15代国王枕流王的幼子，第17代国王阿莘王的弟弟，405年9月阿莘王死时，王太子余映在倭国为质，当时由阿莘王的弟弟訓解攝政，以待太子還國。太子还没回国，訓解的幼弟碟禮就殺死了訓解，自立爲王。余映在倭国听到訃聞，哭泣請歸，倭王珍派兵士百人护送余映回国，至國界，漢城人解忠來告：“大王棄世，王弟碟禮殺兄自立为王，願太子無輕入。”余映留下倭人保衛自己，在海島等待，不久，國人殺死碟禮，迎余映即位为腆支王。